# Смит, Джон Ли
Джон Ли Смит (англ. John Lee Smith; 16 мая 1894, Чико, округ Уайз, Техас — 26 сентября 1963, Лаббок, Техас) — американский политик, 32-й вице-губернатор Техаса (1943—1947)

## Биография
Джон Ли Смит родился 16 мая (по другим данным, 15 мая) 1894 года в городе Чико, расположенном в техасском округе Уайз. Он был одним из двух сыновей Генри Смита (Henry H. Smith) и Маргарет Ли Смит (Margaret Lee Smith). Когда Джону было 6 лет, семья переехала в другой округ Техаса — округ Трокмортон. Окончив школу в 1913 году, Джон Ли Смит учился в Стамфордском колледже в Стамфорде и в Западно-Техасском педагогическом колледже (ныне — Западно-Техасский университет A&M) в Каньоне, затем преподавал в одном из колледжей Джэксборо и в других школах.
В 1917 году Смит был призван в Армию США и служил в полевой артиллерии, а также принимал участие в военных действиях во Франции во время Первой мировой войны. После окончания войны он некоторое время изучал историю Древнего Рима и юриспруденцию в одном из французских университетов, а после возвращения в США изучал юриспруденцию в Шатокуа (штат Нью-Йорк). В 1919 году Смит женился на Рут Велме Элрод (Ruth Velma Elrod) из Трокмортона, впоследствии у них было трое детей (два сына и дочь). В 1920 году Смит был избран судьёй округа Трокмортон; он работал в этой должности до 1926 года.
В 1940 году от демократической партии он был избран в Сенат Техаса и работал сенатором в 1941—1942 годах.
В 1942 году Смит участвовал в выборах в качестве кандидата на пост вице-губернатора Техаса, в паре с действующим губернатором Техаса Коком Стивенсоном (до этого в течение двух лет пост вице-губернатора был вакантным). Они одержали победу и на этих, и на следующих (в 1944 году) выборах, так что Смит проработал вице-губернатором штата с января 1943 года по январь 1947 года. В 1946 году Смит выставил свою кандидатуру на пост губернатора Техаса, но на первичных выборах от демократической партии занял лишь пятое место.
В 1947 году Джон Ли Смит переехал из Трокмортона в Лаббок, где открыл частную юридическую фирму. Он скончался 26 сентября 1963 года и был похоронен на кладбище Рестхейвен (англ. Resthaven Memorial Park) в Лаббоке.